# Абметс, Пётр Христианович
Пётр Христианович Абметс (28 апреля 1897 — 14 мая 1975) — эстонский большевик, красный эстонский стрелок. Член РКП(б).

## Биография
Родился 28 апреля (10 мая) 1897 года, сын крестьянина-батрака, с 1915 г. работал в Ревеле (Таллине) на вагоностроительном заводе «Двигатель», затем в строительстве.
К 1917 году — активный участник революционного движения: вместе с братом участвовал в создании ячейки партии, во время германской оккупации — создатель подпольного революционного комитета в посёлке Антсла. С приходом в декабре 1918 года Красной Армии — начальник Антсландской милиции.
С 1919 года — красный эстонский стрелок — вступил в 5-й Эстонский Выруский стрелковый коммунистический полк (ранее известен как 3-й коммунистический стрелковый полк), воевал на фронтах гражданской войны: участвовал в боях под Псковом, Киевом и Варшавой.
В 1920—1930 годах — занимал невысокие посты на партийной и профсоюзной работе на Украине, так, например, в апреле 1930 года — председатель Шепетовской окружной контрольной комиссии КП(б) Украины.
На момент ареста проживал в городе Бердичев.
В период партийных чисток репрессирован: арестован по обвинению в контрреволюционной троцкистской деятельности 13 ноября 1937 года и 5 июня 1938 года приговорён ОСО при НКВД СССР к восьми годам лишения свободы. Прибыл в Воркутинское отделение Ухтпечлага 11.06.1938.Освобождён 28 марта 1946 года.
После освобождения работал в Коми АССР. В 1957 году вернулся в Эстонию, персональный пенсионер. Умер 14 мая 1975 года.

## Награды
- Орден Красного Знамени[6]